# Dirac-Medaille (ICTP)
Die Dirac-Medaille (auch Dirac-Preis) wird zu Ehren Paul Diracs vom International Centre for Theoretical Physics (ICTP) an Wissenschaftler verliehen, die bemerkenswerte Beiträge zur Physik geleistet haben.
Ein internationales Komitee, bestehend aus verschiedenen Wissenschaftlern, wählt den Preisträger aus einer Liste nominierter Kandidaten aus. Der Schlusstermin für Nominierungen ist immer am 15. April des jeweiligen Jahres. Zu Diracs Geburtstag, am 8. August, wird die Medaille dann mit einem Preis von 5.000 $ verliehen.
Die Dirac-Medaille wird jedoch nicht an Nobelpreisträger, Preisträger der Fields-Medaille oder des Wolf-Preises verliehen.
Es gibt auch eine Dirac-Medaille (IOP) des britischen Institute of Physics und die Dirac Medal (UNSW) der University of New South Wales (Dirac Lecture).

## Preisträger
- 1985: Jakow Borissowitsch Seldowitsch, Edward Witten
- 1986: Yōichirō Nambu, Alexander Markowitsch Poljakow
- 1987: Bryce DeWitt, Bruno Zumino
- 1988: Jefim Samoilowitsch Fradkin, David Gross
- 1989: Michael Boris Green, John Schwarz
- 1990: Sidney Coleman, Ludwig Dmitrijewitsch Faddejew
- 1991: Jeffrey Goldstone, Stanley Mandelstam
- 1992: Nikolai Nikolajewitsch Bogoljubow, Jakow Grigorjewitsch Sinai
- 1993: Sergio Ferrara, Daniel Z. Freedman, Peter van Nieuwenhuizen
- 1994: Frank Wilczek
- 1995: Michael Berry
- 1996: Tullio Regge, Martinus J. G. Veltman
- 1997: Peter Goddard, David Olive
- 1998: Stephen Adler, Roman Jackiw
- 1999: Giorgio Parisi
- 2000: Howard Georgi, Jogesh Pati, Helen Quinn
- 2001: John Hopfield
- 2002: Alan Guth, Andrei Dmitrijewitsch Linde, Paul Steinhardt
- 2003: Robert Kraichnan, Wladimir Jewgenjewitsch Sacharow
- 2004: James Bjorken, Curtis Callan
- 2005: Patrick A. Lee, Samuel Edwards
- 2006: Peter Zoller
- 2007: John Iliopoulos, Luciano Maiani
- 2008: Juan Maldacena, Joseph Polchinski, Cumrun Vafa
- 2009: Roberto Car, Michele Parrinello
- 2010: Nicola Cabibbo, George Sudarshan
- 2011: Édouard Brézin, John Cardy, Alexander Zamolodchikov
- 2012: Duncan Haldane, Charles L. Kane, Shoucheng Zhang
- 2013: Thomas W. B. Kibble, Phillip James E. Peebles, Martin John Rees
- 2014: Ashoke Sen, Andrew Strominger, Gabriele Veneziano
- 2015: Alexei Kitajew, Gregory W. Moore, Nicholas Read
- 2016: Nathan Seiberg, Michail Schifman, Arkady Vainshtein
- 2017: Charles H. Bennett, David Deutsch, Peter W. Shor
- 2018: Subir Sachdev, Dam Thanh Son, Xiao-Gang Wen
- 2019: Viatcheslav Mukhanov, Alexei Starobinsky, Rashid Sunyaev
- 2020: André Neveu, Pierre Ramond, Miguel Virasoro
- 2021: Alessandra Buonanno, Thibault Damour, Frans Pretorius, Saul Teukolsky
- 2022: Joel L. Lebowitz, Elliott H. Lieb, David P. Ruelle[1]
- 2023: Jeffrey Harvey, Igor Klebanov, Stephen Shenker, Leonard Susskind
- 2024: Horacio Casini, Marina Huerta, Shinsei Ryū, Tadashi Takayanagi
- 2025: Gary Gibbons, Gary Horowitz, Roy Kerr, Robert Wald